# 朱尔斯·拉福格

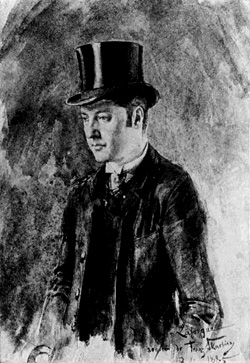
朱尔斯·拉福格

朱尔斯·拉福格（1860年8月16日 - 1887年8月20日）是一位法国诗人。朱尔斯·拉福格的父母在乌拉圭相遇，朱尔斯·拉福格因而在烏拉圭出生。 1866年，朱尔斯·拉福格全家搬回法国。朱尔斯·拉福格還是皮埃尔·奥古斯特·雷诺阿的模特，划船人的午宴中就有朱尔斯·拉福格 。